# المشاعر المعادية للصينيين في الولايات المتحدة

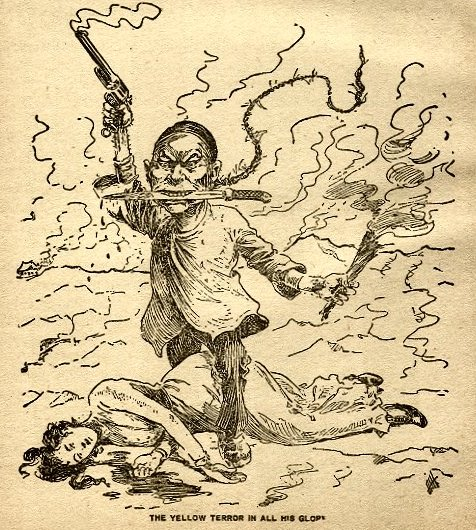

ظهرت المشاعر المعادية للصينيين منذ منتصف القرن التاسع عشر بعد فترةٍ وجيزة من وصول المهاجرين الصينيين إلى شواطئ الولايات المتحدة. وطفت على السطح في ستينيات القرن التاسع عشر، عندما ساعد الصينيون في بناء أول سكةٍ حديديى ة ممتدّة عبر القارات. وقد تجلّى ذلك في قانون استبعاد الصينيين لعام 1882، الذي لم يغلق الباب أمام مزيدٍ من المهاجرين وحسب، بل أمام التجنيس أيضًا. يمكن تتبّع أصولها إلى التجار والمبشّرين والدبلوماسيين الأمريكيين الذين أرسلوا إلى الوطن تقارير «سلبية بلا هوادة» عن الأشخاص الذين صادفوهم في الصين عند عودتهم منها. نُقِلت هذه المواقف إلى الأمريكيين الذين لم يغادروا أمريكا الشمالية مطلقًا، ما أثار الحديث عن الخطر الأصفر، واستمرّ ذلك في الحرب الباردة خلال المكارثية. قد يُعزى سبب بعض المشاعر المعادية للصين الحديثة إلى صعود الصين كقوّةٍ عالمية كبرى تثبت وجودها على حساب الدول خارج الصين. إن المشاعر المعادية للصين أو رُهاب الصين هي المناهضة الواسعة أو العداء للسياسات العامّة ولثقافة وسياسة جمهورية الصين الشعبية، وفي بعض الأحيان تجاه مجموعاتٍ محدّدة من الصينيين.

## الهجرة الصينية المبكرة إلى الولايات المتحدة
بدءًا من حُمّى الذهب في كاليفورنيا في منتصف القرن التاسع عشر، جنّدت الولايات المتحدة -لا سيما ولايات الساحل الغربي-  أعدادًا كبيرة من العمال المهاجرين الصينيين. عمل المهاجرون الصينيون الأوائل كعمالٍ في مناجم الذهب، وبعد ذلك في مشاريع عُماليةٍ كبيرة لاحقة، مثل بناء أول سكةٍ حديدية ممتدّة عبر القارات. تسبّب تراجع سلالة تشينغ في الصين وعدم الاستقرار والفقر في هجرة العديد من الصينيين، وخاصةً من مقاطعة غوانغدونغ، إلى الخارج بحثًا عن حياةٍ أكثر استقرارًا، وتزامن ذلك مع النمو السريع للصناعة الأمريكية. كان أرباب العمل ينظرون إلى الصينيين على أنهم عاملون «جديرون بالثقة» سيثابرون في العمل دون شكوى، حتى في الظروف المزرية.
واجه العمال المهاجرون الصينيون تحيّزًا ملحوظًا في الولايات المتحدة، خاصةً من قبل الأشخاص الذين كانوا ينتمون إلى الطبقات الدنيا في المجتمع الأبيض، واستخدم  السياسيون وقادة العمال «القلي» الصينيين كبش فداءٍ لمستويات الأجور التعيسة. تشمل حالات الاعتداء الجسدي على الصينين المذبحة الصينية في عام 1871 في لوس أنجلوس وكانت جريمة قتل فنسنت تشين في ديترويت الحالة الأحدث. دفعت جريمة عام 1909 التي ارتكبها إيلسي سيجل، والذي يشتبه في كونه صينيًا، في نيويورك الأميركيين إلى إلقاء اللوم على عامّة الصينيين وأدّى ذلك إلى اندلاع أعمال عنفٍ جسدي. «جذبت جريمة إيلسي سيجل على الفور صفحات الصحف الأولى، والتي صوّرت الرجال الصينيين على أنهم يشكّلون خطرًا على «الأبرياء» والشابات «الفاضلات» من البيض. أدّت هذه الجريمة إلى ازدياد مضايقة الصينيين في المجتمعات المحلية في الولايات المتحدة».
وقد اتّخذت نقابات العمال الأمريكية الناشئة، تحت قياداتٍ مثل صامويل غومبيرز، موقفًا صريحًا مناهضًا للصينيين، فيما يتعلق بالعمال الصينيين كمنافسين للعمال البيض. بدأ العمال النقابيون يقبلون العمال الصينيين كجزءٍ من الطبقة العاملة الأمريكية عند تأسيس النقابة الدولية «منظمة العمال الصناعيين في العالم».
روّجت الصحف التي يملكها ويليام راندولف هيرست لعبارة «الخطر الأصفر» في الولايات المتحدة خلال هذه الفترة. كما كانت هذه العبارة عنوان كتابٍ رائج ألّفته شخصيةٌ دينية أمريكية تتمتّع بنفوذٍ، جي. جي. روبرت، الذي نشر كتاب الخطر الأصفر؛ أو الشرق في مواجهة الغرب في عام 1911. زعم روبرت، الذي آمن بمذهب الإسرائيلية البريطانية، أن الصين والهند واليابان وكوريا يهاجمون إنجلترا والولايات المتحدة، ولكن يسوع المسيح من شأنه أن يوقفهم وذلك استنادًا إلى عبارة «ملوك من الشرق» في الآية المسيحية الكتابية في سفر الرؤيا 16:12. في كتابه، الذي نُشر عام 1982، الخطر الأصفر: الأمريكيون الصينيون في الروايات الأمريكية، 1850-1940، يقول وليم إف. وو إن «مجلات اللب في ثلاثينيات القرن العشرين كان لديها الكثير من الشخصيات الصفراء الخطرة تستند بإسهاب إلى شخصية فو مانتشو... كان معظمهم من أصلٍ صيني، ولكن بسبب الجغرافيا السياسية في ذلك الوقت، كان عددٌ متزايد من الناس ينظرون إلى اليابان على أنها تشكّل تهديدًا أيضًا».

### قانون استبعاد الصينيين والتمييز القانوني
نُشرت هذه الخريطة في عام 1885 كجزءٍ من تقريرٍ رسمي للجنة خاصة أنشأها مجلس المشرفين في سان فرانسيسكو «بشأن حالة الحي الصيني».
اتُخِذت تدابير قانونية تمييزية مختلفة ضد الصينيين خلال سبعينيات وثمانينيات القرن التاسع عشر. حظر دستور ولاية كاليفورنيا لعام 1879 توظيف حكومات الولاية والحكومات المحلية للشعب الصيني، وحظر أيضًا توظيفهم عن طريق الشركات التي تأسّست في كاليفورنيا. بالإضافة إلى ذلك، فوّض دستور الولاية السلطة للحكومات المحلية في كاليفورنيا لإخراج الصينيين من داخل حدودهم. هدفت هذه القوانين، ولا سيما قانون استبعاد الصينيين لعام 1882، إلى تقييد تدفّق مزيدٍ من المهاجرين الصينيين. أُلغي قانون استبعاد الصينيين لعام 1882 بموجب القانون المُبطل لقانون استبعاد الصينيين لعام 1943.
كان هناك تشريعٌ رئيسي آخر هو قانون التجنيس لعام 1870، الذي وسّع حقوق المواطنة لتشمل الأمريكيين من أصلٍ أفريقي ولكنه منع الصينيين من التجنّس على أساس أنه لا يمكن للصينيين والآسيويين الآخرين الاندماج في المجتمع الأمريكي. مُنع المهاجرون الصينيون من التصويت والخدمة في هيئات المحلّفين بسبب عدم قدرتهم على أن يصبحوا مواطنين، وأقرّت عشرات الدول قوانين الأراضي الأجنبية التي تحظر على غير المواطنين شراء العقارات، وبالتالي تمنعهم من إنشاء منازل وشركاتٍ تجارية دائمة. أصبحت فكرة العرق «غير القابل للاندماج» حجّةً شائعة في الحركة الاستبعادية ضد الأمريكيين من أصلٍ صيني. على وجه الخصوص، حتى في معارضته الوحيدة ضد بليسي في. فيرغسون (1896)، كتب قاضي المحكمة العليا آنذاك جون مارشال هارلان عن الصينيين قائلًا: «إنه عرقٌ مختلفٌ جدًا عن عرقنا لذلك لا نسمح لمن ينتمون إليه بأن يصبحوا مواطني الولايات المتحدة. الأشخاص المنتمون إليها، باستثناء قلّةٍ قليلة، مستبعدون مُطلقًا من بلادنا. إنني ألمّح إلى العرق الصيني».
أدّت مخاوف كراهية الأجانب تجاه «الخطر الأصفر» المزعوم إلى تنفيذ قانون الصفحة لعام 1875 في الولايات المتحدة الأمريكية وقانون الاستبعاد الصيني لعام 1882، الذي جرت توسعته بعد عشر سنوات بموجب قانون جيري. أنشأ حينها قانون الهجرة لعام 1917 ما يُعرف بـ «منطقةٍ محظورة آسيوية» تحت التأثير الأهلاني.
كان قانون الاستبعاد الصيني أحد أبرز القيود المفروضة على الهجرة الحرّة في تاريخ الولايات المتحدة. استبعد القانون الصينيين «العمال المهرة وغير المهرة والصينيين العاملين في مجال التعدين» من دخول البلاد لمدة عشر سنوات تحت طائلة السجن والترحيل. تعرّض العديد من الصينيين للضرب بلا هوادة بسبب انتمائهم العرقي. واضطر عددٌ قليل من العمال الصينيين الذين يرغبون في الهجرة إلى الحصول على شهادةٍ من الحكومة الصينية تثبت أنهم مؤهلون للهجرة، وهذا ما كان من الصعب إثباته.
قيّد قانون حصص الطوارئ لعام 1921، ثم قانون الهجرة لعام 1924، الهجرة وفقًا للأصول الوطنية. رغم استخدم قانون حصص الطوارئ التعداد السكاني لعام 1910، أدّت مخاوف كراهية الأجانب في مجتمع بروتستانتي أنجلو-ساكوسني أبيض (واسب) إلى اعتماد تعداد عام 1890، وهو أكثر ملاءمة للسكان البروتستانت البيض الأنجلو ساكسونيين (واسب) ولاستخدامات قانون الهجرة لعام 1924، الذي استجاب لارتفاع الهجرة من جنوب وشرق أوروبا، وكذلك من آسيا.
كان أحد أهداف صيغة الأصول الوطنية، التي تأسّست في عام 1929، صراحةً الحفاظ على توزّع السكان القائم على الأصل العرقي، من خلال تخصيص الحصص بما يتناسب مع عدد السكان الفعلي. كانت الفكرة تتلخّص بعدم السماح للهجرة بتغيير «الطابع القومي». بلغ العدد الإجمالي للهجرة 150 ألف مهاجر سنويًا. استُبعِد الآسيويون ولكن لم يجرِ تقييد سكان دول الأمريكيّتين، وبالتالي شُرِّع التمييز العنصري في قوانين الهجرة رسميًا. أُبطِل هذا النظام مع صدور قانون الهجرة والجنسية لعام 1965.